# Championnats de Cuba de cyclisme sur route
Les championnats de Cuba de cyclisme sur route sont organisés tous les ans.

## Podiums des championnats masculins

### Course en ligne
| Année     | Vainqueur              | Deuxième               | Troisième             |
| --------- | ---------------------- | ---------------------- | --------------------- |
| 2000      | Adonis Cardoso         | Pío Batista            | Roberto Cabrera       |
| 2001      | Pedro Pablo Pérez      | Yosvany Falcón         | Luis Amarán           |
| 2005      | Damián Martínez        | Lizardo Benítez        | Adonis Cardozo        |
| 2006      | Arnold Alcolea         | Pedro Pablo Pérez      | Lizardo Benítez       |
| 2007      | Non disputé            |                        |                       |
| 2008      | Yans Carlos Arias      | Adonis Cardoso         | Pedro Sibila          |
| 2009      | Non disputé            |                        |                       |
| 2010      | Raúl Granjel           | Arnold Alcolea         | Yans Carlos Arias     |
| 2011      | Arnold Alcolea         | Yennier López          | Yasmani Martínez      |
| 2012      | Pedro Sibila           | Arnold Alcolea         | Yennier López         |
| 2013      | Non disputé            |                        |                       |
| 2014      | Arnold Alcolea         | Félix Nodarse          | Leandro Marcos        |
| 2015      | José Mojica            | Leandro Marcos         | Onel Santa Clara      |
| 2016      | José Mojica            | Félix Nodarse          | Leandro Marcos        |
| 2017      | Yans Carlos Arias      | Emilio Pérez           | Yasmani Balmaceda     |
| 2018      | Emilio Pérez           | Félix Nodarse          | Yans Carlos Arias     |
| 2019      | Félix Nodarse          | Hidalgo Vera           | Pedro Portuondo       |
| 2020-2021 | Pas organisé           | Pas organisé           | Pas organisé          |
| 2022      | Yan Luis Arrieta       | Luis Ramírez           | Gian Carlos Hernández |
| 2023      | Ricardo Delgado        | José Alberto Domínguez | Vicente Sanabria      |
| 2024      | José Alberto Domínguez | Amed Marcos            | Vicente Sanabria      |
| 2025      | José Alberto Domínguez | Brayan Mandín          | Ricardo Delgado       |

### Contre-la-montre
| Année     | Vainqueur         | Deuxième          | Troisième         |
| --------- | ----------------- | ----------------- | ----------------- |
| 2000      | Luis Amarán       | Willian Leiva     | Alexander Clavero |
| 2001      | Luis Amarán       | Willian Leiva     | Arnold Alcolea    |
| 2005      | Luis Amarán       | Arnold Alcolea    | Yulien Rodríguez  |
| 2006      | Arnold Alcolea    | Yulien Rodríguez  | Reldy Pérez       |
| 2007      | Non disputé       |                   |                   |
| 2008      | Pedro Portuondo   | Adonis Cardoso    | Yasmani Martínez  |
| 2009      | Non disputé       |                   |                   |
| 2010      | Arnold Alcolea    | Raúl Granjel      | Yennier López     |
| 2011      | Arnold Alcolea    | Pedro Portuondo   | Yasmani Martínez  |
| 2012-2013 | Non disputés      |                   |                   |
| 2014      | Yennier López     | Arnold Alcolea    | Víctor Horta      |
| 2015      | José Mojica       | Víctor Horta      | Yariel de León    |
| 2016      | Pedro Portuondo   | José Mojica       | Yans Carlos Arias |
| 2017      | Emilio Pérez      | Yans Carlos Arias | Yasmani Balmaceda |
| 2018      | Pedro Portuondo   | Yans Carlos Arias | Yasmani Balmaceda |
| 2019      | Yans Carlos Arias | Pedro Portuondo   | Javier Revilla    |
| 2020-2021 | Pas organisé      | Pas organisé      | Pas organisé      |
| 2022      | Pedro Portuondo   | Andy Díaz         | Kevin Vega        |
| 2023      | Leandro Marcos    | Brayan Mandín     | Douglas Parrado   |
| 2024      | Yariel de León    | Ernesto Santiago  | Ramiro Ortiz      |
| 2025      | Brayan Mandín     | Ricardo Delgado   | Yariel de León    |

### Course en ligne espoirs
| Année | Vainqueur        | Deuxième         | Troisième       |
| ----- | ---------------- | ---------------- | --------------- |
| 2015  | Onel Santa Clara | Yasmany Viamonte | Frank Consuegra |
| 2016  | Onel Santa Clara | Álvaro Soca      | Frank Consuegra |
| 2017  | Frank Consuegra  | Hidalgo Vera     | Frank Sosa      |

### Contre-la-montre espoirs
| Année | Vainqueur       | Deuxième               | Troisième          |
| ----- | --------------- | ---------------------- | ------------------ |
| 2015  | Eduardo Acosta  | Cesar Rodriguez Febles |                    |
| 2016  | Frank Consuegra | Maikol Hernández       | Alejandro Carriles |
| 2017  | Frank Consuegra | Frank Sosa             | Hidalgo Vera       |

## Podiums des championnats féminins

### Course en ligne
| Année     | Vainqueur          | Deuxième           | Troisième             |
| --------- | ------------------ | ------------------ | --------------------- |
| 1999      | Yoanka González    | Glesis Ballona     | Yeilien Fernández     |
| 2000      | Yuliet Rodríguez   | Yeilien Fernández  | Madelin Jorge Salgado |
| 2001      | Yoanka González    | Yuliet Rodríguez   | Yeilien Fernández     |
| 2002-2004 | Non disputés       |                    |                       |
| 2006      | Yeilien Fernández  | Yoanka González    | Yudelmis Domínguez    |
| 2007      | Non disputé        |                    |                       |
| 2008      | Yumari González    | Yanisleidys Blanco | Dalila Rodríguez      |
| 2009      | Non disputé        |                    |                       |
| 2010      | Yudelmis Domínguez | Marlies Mejías     | Yeima Torres          |
| 2011      | Non disputé        |                    |                       |
| 2012      | Yumari González    | Arlenis Sierra     | Marlies Mejías        |
| 2013      | Non disputé        |                    |                       |
| 2014      | Arlenis Sierra     | Marlies Mejías     | Yumari González       |
| 2015      | Arlenis Sierra     | Marlies Mejías     | Iraida García         |
| 2016      | Arlenis Sierra     | Iraida García      | Marlies Mejías        |
| 2017      | Arlenis Sierra     | Mailín Sánchez     | Jeydy Pradera         |
| 2018      | Yudelmis Domínguez | Arlenis Sierra     | Mailín Sánchez        |
| 2019      | Arlenis Sierra     | Idarys Cervantes   | Yusmary Díaz          |
| 2020-2021 | Non disputé        |                    |                       |
| 2022      | Arlenis Sierra     | Claudia Baró       | Evelyn Díaz           |
| 2023      | Arlenis Sierra     | Claudia Baró       | Daymelín Pérez        |
| 2024      | Arlenis Sierra     | Daymelín Pérez     | Eylin Delgado         |
| 2025      | Marlies Mejías     | Evelyn Díaz        | Eyseli Rodríguez      |

### Contre-la-montre
| Année     | Vainqueur        | Deuxième           | Troisième             |
| --------- | ---------------- | ------------------ | --------------------- |
| 1999      | Yuliet Rodríguez | Dania Pérez        | Mayvis Fuentes        |
| 2000      | Yuliet Rodríguez | Dania Pérez        | Madelin Jorge Salgado |
| 2001      | Yoanka González  | Yuliet Rodríguez   | Mayvis Fuentes        |
| 2002-2004 | Non disputé      |                    |                       |
| 2005      | Yuliet Rodríguez | Yoanka González    | Yumari González       |
| 2006      | Yuliet Rodríguez | Yudelmis Domínguez |                       |
| 2007      | Non disputé      |                    |                       |
| 2008      | Yoanka González  | Yumari González    | Yeima Torres          |
| 2009      | Non disputé      |                    |                       |
| 2010      | Dalila Rodríguez | Yudelmis Domínguez | Yeima Torres          |
| 2011-2013 | Non disputé      |                    |                       |
| 2014      | Yoanka González  | Arlenis Sierra     | Marlies Mejías        |
| 2015      | Marlies Mejías   | Arlenis Sierra     | Yumari González       |
| 2016      | Yumari González  | Iraida García      | Marlies Mejías        |
| 2017      | Arlenis Sierra   | Yeima Torres       | Yudelmis Domínguez    |
| 2018      | Marlies Mejías   | Jeydy Pradera      | Yudelmis Domínguez    |
| 2019      | Arlenis Sierra   | Jeydy Pradera      | Yeima Torres          |
| 2020-2021 | Non disputé      |                    |                       |
| 2022      | Daymelin Pérez   | Aylena Quevedo     | Evelyn Díaz           |
| 2023      | Arlenis Sierra   | Claudia Baró       | Evelyn Díaz           |
| 2024      | Arlenis Sierra   | Daymelin Pérez     | Mailen Ramos          |
| 2025      | Marlies Mejías   | Evelyn Díaz        | Eyseli Rodríguez      |